# Aspropotamos
Aspropotamos este o arie protejată (arie specială de conservare — SAC, sit de importanță comunitară — SCI) din Grecia întinsă pe o suprafață de 20.178,55 ha, integral pe uscat.

## Localizare
Centrul sitului Aspropotamos este situat la coordonatele 39°38′28″N 21°17′18″E / 39.641171°N 21.288241°E.

## Înființare
Situl Aspropotamos a fost declarat sit de importanță comunitară în august 1996 pentru a proteja 8 specii de animale. Situl a fost protejat și ca arie specială de conservare în martie 2011.

## Biodiversitate
Situată în ecoregiunea mediteraneană, aria protejată conține 10 habitate naturale: Râuri de munte și vegetația lor lemnoasă cu Salix elaeagnos, Matorral arborescenți cu Juniperus spp., Pajiști alpine și subalpine calcaroase, Grohotișuri est-mediteraneene, Pante stâncoase calcaroase cu vegetație casmofită, Păduri de fag Luzulo-Fagetum, Păduri panonice-balcanice de stejar turcesc - stejar sesil, Păduri de fag elene cu Abies borisii-regis, Păduri de Platanus orientalis și Liquidambar orientalis (Platanion orientalis), Păduri de pin (sub-) mediteraneene cu pini negri endemici.
La baza desemnării sitului se află mai multe specii protejate:
- amfibieni (1): izvoraș-cu-burta-galbenă (Bombina variegata)
- mamifere (1): vidră de râu (Lutra lutra)
- pești (2): Barbus peloponnesius, Telestes pleurobipunctatus
- reptile (4): țestoasa de baltă (Emys orbicularis), Mauremys rivulata, țestoasă bănățeană (Testudo hermanni), elaphe situla (Zamenis situla)

Pe lângă speciile protejate, pe teritoriul sitului au mai fost identificate 12 specii de plante, 2 specii de amfibieni, 11 specii de mamifere, 6 specii de reptile.